# فرانسيسكو كليمنت
فرانسيسكو كليمنت (بالإيطالية: Francesco Clemente)‏ هو فنان ورسام إيطالي، ولد في 23 مارس 1952 في نابولي في إيطاليا.

## وصلات خارجية
- فرانسيسكو كليمنت على موقع IMDb (الإنجليزية)
- فرانسيسكو كليمنت على موقع الموسوعة البريطانية (الإنجليزية)
- فرانسيسكو كليمنت على موقع مونزينجر (الألمانية)
- فرانسيسكو كليمنت على موقع ديسكوغز (الإنجليزية)
- فرانسيسكو كليمنت على موقع قاعدة بيانات الفيلم (الإنجليزية)